# Mesosini
Los mesosinos (Mesosini) son una tribu de coleópteros crisomeloideos de la familia Cerambycidae.
Es de distribución mundial, predominantemente paleotropical. Contiene más de 620 especies en aproximadamente 90 géneros.

## Géneros
Comprende los siguientes géneros:
- Aesopida
- Agelasta
- Anagelasta
- Anancylus
- Anipocregyes
- Cacia
- Caciella
- Choeromorpha
- Clyzomedus
- Coptops
- Cristipocregyes
- Demodes
- Elelea
- Epimesosa
- Ereis
- Eurymesosa
- Falsocacia
- Falsomesosella
- Golsinda
- Hypocacia
- Leptomesosa
- Liosynaphaeta
- Mesocacia
- Mesoereis
- Mesoplanodes
- Mesosa
- Mesosaimia
- Metacoptops
- Metipocregyes
- Microcacia
- Mimagelasta
- Mimanancylus
- Mimocacia
- Mimosaimia
- Mnemea
- Mutatocoptops
- Pachyosa
- Paracaciella
- Paracoptops
- Paraereis
- Paragolsinda
- Paraplanodes
- Paripocregyes
- Planodes
- Plesiomesosites †
- Pseudipocregyes
- Pseudochoeromorpha
- Pseudoclyzomedus
- Pseudocoptops
- Pseudoplanodes
- Pseudozelota
- Silgonda
- Sorbia
- Spinipocregyes
- Stenomesosa
- Synaphaeta
- Syrrhopeus
- Therippia
- Trichomesosa
- Zelota